# Belencita
Belencita é um género botânico pertencente à família Capparaceae.